# مرینا موروز
مرینا موروز (انگلیسی: Maryna Moroz؛ زادهٔ ۸ سپتامبر ۱۹۹۱) ورزشکار هنرهای رزمی ترکیبی اهل اوکراین است. وی از سال ۲۰۱۳ میلادی تاکنون مشغول فعالیت بوده‌است.